# Montealegre (Orense)
Montealegre (llamada oficialmente A Milagrosa de Montealegre) es una parroquia y una aldea del municipio español de Orense, en la provincia de Orense, Galicia.

## Toponimia
La parroquia también es conocida por el nombre de La Milagrosa de Montealegre.

## Organización territorial
La parroquia está formada por una entidad de población:
- La Granja (A Granxa)

## Demografía
Gráfica demográfica de la aldea de La Granja y parroquia de Montealegre según el INE español:
| Gráfica de evolución demográfica de Montealegre entre 2000 y 2023 |
|                                                                   |
| Datos según el nomenclátor publicado por el INE.                  |